# Acanthogorgia dofleini
Acanthogorgia dofleini is een zachte koraalsoort uit de familie Acanthogorgiidae. De koraalsoort komt uit het geslacht Acanthogorgia. Acanthogorgia dofleini werd in 1908 voor het eerst wetenschappelijk beschreven door Kükenthal & Gorzawsky. 